# Francisco Garcia (ator)
Francisco Garcia (S. Jorge de Arroios, Lisboa, 30 de Maio de 1988) é um ator e apresentador de televisão português.

## Carreira
Começou a trabalhar em televisão muito cedo, tinha apenas 5 anos. Participou em várias campanhas de publicidade, apresentou eventos por todo o país e fotografou para catálogos de moda em Portugal e na Alemanha. Aos 8 anos, era júri principal no programa infantil "Os Principais". 
Foi também o protagonista da 1.ª série de "Tinoni e Companhia". Tinha apenas 9 anos quando começou a gravar a série "Médico de Família", onde desempenhou o papel de Pedro que durou dois anos (tempo de gravação desta série). 
Depois participou nas campanhas de promoção da Kellog's e no lançamento das Talking T-shirts da Lego Wear. 
Em 2001 participou na série "Estação da Minha Vida", da autoria de Guilherme Leite. A partir de 2001 apresentou o programa infantil "Sic A'brir".  Abre uma página oficial em http://francisco.clix.pt.
Frequentou o Instituto Espanhol de Lisboa e é bilingue português e espanhol.

## Ator
- (1996 – 1997) “Tinoni & Cia” (SIC)
- (1997 – 2000) “Médico de família ” (SIC) - personagem: Pedro Melo[3]
- (2000) “Casa da Saudade” (RTP)
- (2001) “Estação da Minha Vida” (RTP) - personagem: Martim
- (2002) “A Minha Sogra É uma Bruxa” (RTP) - personagem: Bernardo
- (2005) “Floribella” (SIC) - participação especial
- (2011) "La pecera de Eva" (TELECINCO) - personagem: Edu
- (2012) "The Avatars" (Disney Channel Italia) - personagem: Sam
- (2013 - 2014) "I Love It (série de TV)" (TVI) - personagem: Tomás[4]

## Apresentador de televisão
- (1996 - 1997) “Os Principais” (RTP)
- (2001 – 2003) “SIC A’brir” (SIC)
- (2004 – 2008) “Disney Kids” (SIC)
- (2009) "Disney 365" (Disney Channel Portugal)
- (2009) "Disney 365" (Disney Channel España)
- (2010) "Trás las camaras" (Disney Channel España)
- (2010) "Animax Comandos" (Animax, Sony)
- (2015) "Giro" Tv Record
- (2017) "Caderneta do Panda" (Canal Panda)
- (2019-2020) "Domingo à Tarde" (RTP1)
- (2020) "7 Maravilhas da Cultura Popular" (RTP1)

## Publicidade
- 1993 - Selecções do Reader's Digest
- 1995 - Mousse de Chocolate Alsa
- 1996 - Pedras Salgadas
- 1996 - Neoblanc
- 1996 - Hipermercados Modelo e Continente
- 1996 - Robbialac
- 1997 - Petit Filou - Nestlé
- 1997 - Continente
- 1998 - Enciclopédia Universal
- 1998 - Optivisão
- 1999 - Crinabel
- 2001 - Kellogg's
- 2001 - Tosta Rica